# Mamoa de Açôres
A mamoa de Açores é um monumento megalítico localizado em Valmaior, na atual Freguesia de Albergaria-a-Velha e Valmaior, no Município de Albergaria-a-Velha, Distrito de Aveiro, em Portugal.
Este monumento megalítico encontra-se classificada como Imóvel de Interesse Público desde 1997.

## Características
Apresenta trinta metros de diâmetro, sendo, no entanto, bastante baixa. Não tem estruturas pétreas visíveis.